# Championnat d'Île-de-France de cross-country
Le Championnat d'Île-de-France de cross-country est la compétition annuelle de cross-country désignant le champion d'Île-de-France de la discipline. Contrairement aux autres championnats régionaux, il permet de se qualifier directement pour le Championnat de France de cross-country

## Palmarès cross long hommes

### Séniors
- 1997 : Larbi Zeroual
- 1999 : Larbi Zeroual
- 2000 : Henri Belkacem
- 2001 : Mohamed Ouakrim
- 2002 : Moulay Ali Ouadih
- 2003 : Moulay Ali Ouadih
- 2004 : Larbi Zeroual
- 2005 : Malik Bahloul
- 2006 : Frédéric Denis
- 2007 : Larbi Zeroual
- 2008 : Malik Bahloul
- 2009 : Yohan Durand
- 2010 : Yohan Durand
- 2011 : Mehdi Akaouch
- 2012 : Riad Guerfi
- 2013 : Youssef Mekdafou
- 2014 : Youssef Mekdafou
- 2015 : Morhad Amdouni
- 2016 : Morhad Amdouni
- 2017 : Morhad Amdouni
- 2018 : Morhad Amdouni
- 2019 : Azeddine Habz
- 2020 : Morhad Amdouni
- 2021 : Epreuve annulée
- 2022 : Morhad Amdouni
- 2023 : Félix Bour
- 2024 : Florian Carvalho
- 2025 : Valentin André

## Palmarès cross long femmes
- 2000 : Laetitia Carne
- 2001 : Florence Valentian
- 2002 : Fatiha Klilech-Fauvel
- 2003 : Carmen Oliveras
- 2004 : Fatiha Klilech-Fauvel
- 2005 : Rkia Chebili
- 2006 : Yamna Oubouhou
- 2007 : Anne Atia
- 2008 : Hélène Guet
- 2009 : Rkia Chebili
- 2010 : Rkia Chebili
- 2011 : Meriem Mered
- 2012 : Meriem Mered
- 2013 : Mathilde Chachignon
- 2014 : Samira Mezeghrane-Saad
- 2015 : Fadouwa Ledhem
- 2016 : Bouchra Ben Thami
- 2017 : Mathilde Chachignon
- 2018 : Fadouwa Ledhem
- 2019 : Marie Bouchard
- 2020 : Marie Bouchard
- 2021 : Épreuve annulée
- 2022 : Marie Bouchard
- 2023 : Anaïs Quemener
- 2024 : Fatiha Sanchez
- 2025 : Salomé Brun